# Râul Plaiu, Nimăiești
Râul Plaiu este un curs de apă, unul din cele două brațe care formează Râul Valea Nimăieștilor. 

## Hărți
- Harta Munților Vlădeasa
- Harta munții Bihor-Vlădeasa  Arhivat în 9 iunie 2008, la Wayback Machine.
- Harta munții Apuseni